# Margot Fonteyn
Dame Margot Fonteyn de Arias (născută Margaret Hookham în 18 mai 1919, Reigate, Surrey, Anglia — d. 21 februarie 1991, Ciudad de Panamá) a fost o balerină britanică, una din cele mai remarcabile din secolul al XX-lea, a fost declarată „prima ballerina assoluta” a țării sale. Din partea mamei ei a avut rădăcini irlandeze și braziliene. A avut o carieră neobișnuit de lungă, de 40 de ani, câteva din culmile ei fiind legate de colaborarea cu coregraful Frederick Ashton și cu balerinul Rudolf Nurejev.

## Copilăria și studiile
Margot Fonteyn s-a născut sub numele Margaret sau Peggy Hookham la Reigate, Surrey, ca fiică a unui inginer englez și soției acestuia, Hilda. Aceasta din urmă era copilul nelegitim al industriașului brazilian Antonio Gonçalves Fontes și al unei tinere dintr-o familie irlandeză protestantă, Evelyn Maud Acheson.
Devreme în cariera ei de balerină, Margaret a abandonat numele ce i se părea fără strălucire Hookham în favoarea celui, mai exotic, al bunicului Fontes, ulterior schimbându-l în Fonteyn (așa cum a procedat și fratele ei, fotograful Felix Fonteyn). Și prenumele și l-a preschimbat în Margot.
Familia a peregrinat multă vreme după necesități impuse de munca tatălui. Conștientă de talentul fetiței, mama ei a înscris-o pe Margaret (la început și pe fratele ei, Felix) la lecții de balet, încă de la vârsta de patru - cinci ani. Mai întâi la o școală din localitatea natală, apoi în timpul sejurului lor la Baling, în Malaya, vreme de 3 ani la școala de balet a lui Grace Bosustow .
 
O întrerupere silită de transferul activității tatălui (inginer al unei companii de tutun) la Louisville,Kentucky în SUA a fost prilejul unor lecții de step dance, nemulțumitoare din punctul de vedere al elevei și a părinților. Mutarea familiei în China (pe rând la Tianjin, Hong Kong și Shanghai) a permis revenirea lui Margaret la studiul temeinic al baletului, vreme de alți doi ani, la studioul din Shanghai al lui George Goncharov. Într-o vacanță la Londra în această perioadă a mai fost și eleva lui Nikolai Legat și a asistat la câteva spectacole de balet la Old Vic având drept soliști pe Alicia Markova, Anton Dolin și Lopokova, care au lăsat asupra ei o impresie extraordinară. Întoarsă cu ai săi, la 14 ani, la Londra, a continuat să se perfecționeze sub supravegherea Verei Volkova și a prințesei Serafina Astafieva. După lecții urmate la Paris cu alte câteva din marile maestre ale baletului clasic din vremea aceea - Olga Prebrajenskaia și Mathilde Ksessinskaya, amândouă eleve ale lui Marius Petipa, Margot Fonteyn s-a alăturat școlii Baletului Regal, pe atunci denumit Teatrul Wells al lui Sadler (Vic-Wells) de sub conducerea lui Ninette de Valois.
În anul 1934 a debutat în baletul „Spărgătorul de nuci” în rolul unuia din cei 32 de Fulgi de zăpadă. 
În continuare s-a perfecționat în cadrul companiei, cu Ninette de Valois, Tamara Karsavina,ș.a., și urmărind de aproape munca vedetei ansamblului, Alicia Markova.

## Activitatea de balerină
În anul 1935 a primit primul ei rol de solistă, cel al tânărului aristocrat Tregennis din baletul Ninettei de Valois ,"The Haunted Ballroom" (pe muzica lui Geoffrey Toye) Apoi în acelaș an a dansat în
"Le Baiser de la Fée" (Sărutul zânei) (muzica de Stravinski) în coregrafia lui Frederick Ashton. 
În anul 1936, urmându-i lui Alicia Markova, a devenit prima ballerina assoluta a companiei (titlu arareori folosit în afara Rusiei) și a servit drept muză inspiratoare a multora din 
baletele lui Sir Frederick Ashton, ca de pildă Les Patineurs(Patinatorii, 1937) (muzica: Meyerbeer),Ondine (1958) (pe muzica de Hans Werner Henze, Daphnis și Chloe(1951) de Ravel ,Variații simfonice (1946) (pe muzica de César Franck, 
Sylvia(1952) de Delibes, La Péri de Paul Dukas (1956), sau Scene de balet (muzica de Stravinski) (1948). Personajele pe care le întruchipa erau, adesea ființe fragile sau fantomatice, precum în vedenia artistului din „Apparitions” (Apariții) (1936), (muzica:Liszt-Lambert) sau vânzătoarea de flori din „Nocturne” (1936) (muzica:Delius)
A mai lucrat și cu coregrafii Roland Petit și mai târziu, cu Martha Graham.
În urma turneului Baletului Regal în S.U.A. în anul 1949, Fonteyn a devenit dintr-o dată o mare celebritate.
Aceasta în primul rând prin performanța ei renumită în rolul Aurorei din „Frumoasa din pădurea adormită”, în versiunea integrală în 4 acte și coregrafia clasică a lui Petipa din 1890, cu adăugiri de Ashton și de Valois - la 9 octombrie 1949 la Metropolitan Opera. 
Prin perfecțiunea tehnică, grația elegantă a mișcărilor și marea ei muzicalitate Margot Fonteyn a fost una din creatorii stilului englez în baletul clasic și a adus acestuia o recunoaștere mondială.

## Partenerii masculini de dans. Nureyev

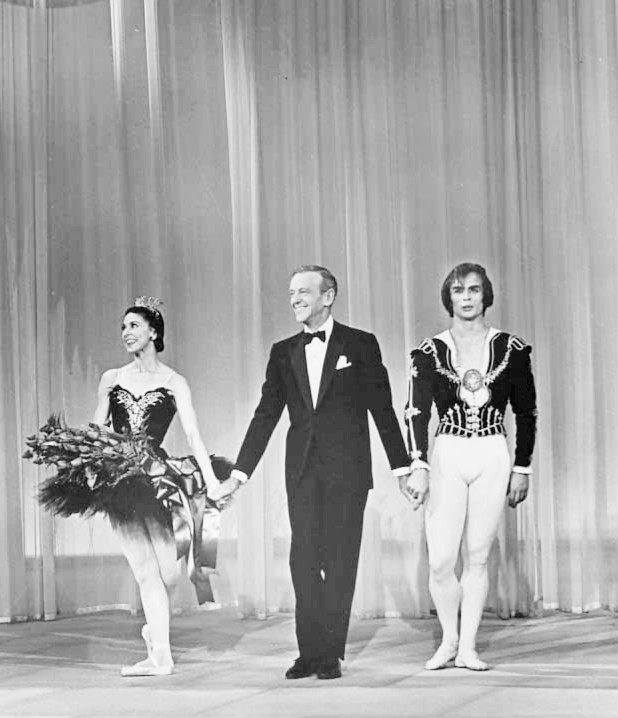
Margot Fonteyn, Fred Astaire și Rudolf Nuriev într-o apariție la emisiunea The Hollywood Palace, 1965

A dansat alături de principalii soliști masculini ai Baletului regal englez, inclusiv Robert Helpman, cu care a format în anii 1940 un cuplu de succes, cu Michael Somes cu care a dansat în deceniul următor,și cu David Blair.
Iar în 1962, la vârsta de 42 ani, când cântărea deja perspectiva retragerii, a început prodigioasa ei colaborare cu tânărul transfug de 23 ani de la Baletul Kirov din Leningrad, Rudolf Nureiev, aceasta prin producția „Giselle” a companiei Baletului Regal (premiera la 21 februarie 1962) 
„Ea reprezintă pentru mine tinerețea eternă” s-a exprimat despre ea Nureiev.

Iar în altă parte:
„În finalul Lacului Lebedelor, când ea părăsește scena în splendidul ei costum alb, aș urma-o până la capătul pământului".
Legătura profesională dintre cei doi a continuat până la retragerea ei oficială din activitate, în 1979. 
În 1963 Sir Frederick Ashton a creat pentru cei doi o adaptare a „Damei cu camelii” a lui Dumas fiul, „Marguerite și Armand”.
De asemenea au apărut împreună in cadrul Baletului regal într-un spectacular „Romeo și Julieta” (pe muzica lui Prokofiev(1965) în coregrafia lui Kenneth MacMillan, inițial concepută pentru cuplul Lynn Seymour și Christopher Gable. De asemenea, într-o versiune cinematografică a spectacolului cu „Lacul lebedelor”(1967) realizat cu Baletul de Stat din Viena, în „Les Sylphides” (pe muzica de Chopin, orchestrată de Glazunov) și în „Le Corsaire Pas de Deux” (din baletul lui Adolphe Adam.
Fonteyn și Nureiev au rămas prieteni loiali pe tot parcursul anilor, în pofida diferențelor de vârstă, de mentalitate și de temperament.
În anul 1967 cei doi au fost arestați după un spectacol la San Francisco, la o descindere a poliției în timpul unei petreceri la Heigh-Ashbury la care fuseseră invitați .
Și după ce Margot Fonteyn s-a retras la ferma ei de vite din Panama a continuat să stea de vorbă cu Nureiev la telefon de mai multe ori pe săptămână, deși nu avea în casă un aparat de telefon la îndemână. Iar când ea s-a îmbolnavit de cancer Nureiev a ajutat-o la plata multora din tratamentele medicale și a vizitat-o frecvent, în ciuda programului său foarte încărcat și a propriilor sale probleme medicale (s-a îmbolnăvit el însuși de SIDA și a decedat în urma complicațiilor acestei boli în anul 1993). Într-o emisiune documentară despre Fonteyn, Nureiev a afirmat că ei doi au dansat cu "un singur corp și un singur suflet" și că Margot a fost tot ce a avut.
In lumea extrem de competitivă a baletului, Margot Fonteyn a fost renumită și pentru înaltul ei profesionalism, și pentru loialitatea față de prietenii ei. Poziția ei de mare stea a ansamblului Baletului Regal nu a pus nici un fel de obstacole în fața directoarei Ninette de Valois în a cultiva și alte talente ca Nadia Nerina, Svetlana Beriosova, Lynn Seymour sau Antoinette Sibley.

## Partenerii ei de viață. Ultimii ani
Margot Fonteyn a avut în anii 1940 o lungă relație intimă, dar fără căsătorie, cu compozitorul și dirijorul Constant Lambert, care a jucat un rol de seamă în cariera ei și în general în activitatea ansamblului Baletului regal.
În anul 1955 ea s-a căsătorit cu dr.Roberto Arias, diplomat din Panama, aflat în oficiu la Londra, și cunoscut ca playboy. 
În anul 1954 Margot Fonteyn a devenit președinta Academiei Regale de Dans, iar în anul 1956 regina Elisabeta a II-a i-a conferit titlul de Dame a Imperiului Britanic.
.
Din 1959 a devenit free-lancer până spre sfârșitul anilor, după care a interpretat roluri minore ca oaspete - ca de pildă Lady Capulet în „Romeo și Julieta”. Căsnicia a fost la început destul de problematică din cauza aventurilor extraconjugale ale soțului. Pe deasupra, Margot Fonteyn a fost o dată arestată în urma unui complot antiguvernamental în care a fost implicat dr.Arias.
În anul 1965 un rival politic l-a împușcat pe Roberto Arias și l-a rănit grav, lăsându-l cvadriplegic pe tot restul vieții. Pentru a putea face față cheltuielilor de îngrijire a soțului ei, Fonteyn a continuat să lucreze până ce a împlinit 60 de ani, în 1979,. deși suferea de artrită la picior. La celebrarea retragerii ei din activitatea artistică publică i s-a acordat oficial de către Baletul Regal titlul de prima ballerina assoluta. În 1990 Baletul Regal a executat un spectacol de gală special pentru a colecta donații în favoarea lui Fonteyn, care ajunsese fără resurse suficiente din cauza cheltuielilor medicale și de asistență pentru soțul ei. La scurt timp după decesul lui, lui Margot Fonteyn i s-a decelat un cancer care s-a dovedit fatal.